# 使用手冊
说明书，或称作使用手冊，是产品制造者介绍产品的内容、指导用户使用它的产品而编写的，又或是向读者、用户、观众介绍某种读物、或戏曲、电影的事故情节，演员阵容等的文字材料。
说明书将产品使用过程中要求和注意事项标示出来了的，便于用户使用。

## 分类
- 产品说明书
- 使用说明书
- 安装说明书
- 戏剧演出说明书